# 佐和タカシ
佐和 タカシ(さわ たかし、1957年7月20日 - )は日本の俳優。アルファセレクションに以前所属していた(現在の所属先は不明)。旧芸名は佐和たかし。

## 出演

### テレビドラマ
NHK
- 大河ドラマ
  - 信長 KING OF ZIPANGU（1992年） - 阿閉貞秀
  - 炎立つ 第二部（1993年） - 石丸
  - 葵 徳川三代（2000年） - 田中長吉
  - 利家とまつ〜加賀百万石物語〜（2002年） - 荒木村重
- あした天気に（1998年）
- 君を見上げて（2002年2月19日 - 3月12日）
- 大友宗麟〜心の王国を求めて（2004年1月4日） - 高橋鑑理

テレビ朝日
- 松本清張没後10年記念・ビートたけしドラマスペシャル・張込み（2002年3月2日）
- 時効〜流氷に消えた最愛の逃亡者〜（2002年3月16日）
- 相棒 season 4 第12話「緑の殺意」（2006年1月11日）

フジテレビ
- 西遊記（2006年）

日本テレビ
- 新任判事補2（1995年5月23日)
- スーパーテレビ情報最前線「遺言 桶川ストーカー殺人事件の深層」（2002年10月28日）
- DRAMA COMPLEX『理由 日テレヴァージョン』（2005年11月8日）

TBS
- 万引きGメン・二階堂雪 第12話「結婚願望」（2004年7月5日）

テレビ東京
- 悪の仮面「突然の同居人 女の仮面を剥いだとき」（2001年9月9日）
- 信濃のコロンボ事件ファイル 第5作：追分殺人事件（2004年3月24日）
- 怪奇大家族（2004年10月4日 - 12月26日）

### 映画
- 女帝 SUPER QUEEN（2001年2月24日） - チンピラ
- あおげば尊し（2006年1月21日）